# مانانز
مانانز (به لاتین: Manëz) یک منطقهٔ مسکونی در آلبانی است که در استان دراج واقع شده‌است.